# Софија Стефановић (песник)
Софија Стефановић (Сомбор, 1839 — Каћ ?, 1919) била је српска песникиња, учитељица, наставница и гувернанта.

## Живот
Рођена је у Сомбору (по неким изворима 1839. године, а по неким 1843, а по неким пак 1851; сигурно је само да је крштена 1851.) од мајке Љубице (девојачко Стојачковић) и оца свештеника и писца Ђорђа Стефановића Којановог. У Сомбору је завршила и Заведеније за васпитање и изображење србских кћери којим је управљала Ана, супруга Исидора Николића-Србоградског, великог жупана и списатеља. Потом је полагала испите у Учитељској школи.
Под утицајем оца, Вуковог сарадника и старијег брата Владисава који је такође писао песме мада никад није објавио ниједну књигу, Софија је већ са дванаест година почела да пише. Поезију је читала у омладинској дружини „Венац“ чији је била члан. Била је учитељица ручног рада у Каћу.
Живела је у браку са супругом који се према неким изворима звао Владимир а према другим Василије Луцић.
Умрла је 1895. или 1919. од сушице.

## Дело
Прву и једину књигу је објавила са непуних осамнаест година – збирку песама „Равијојле први лет“. Књига је штампана у Сомбору 1869. године, у штампарији Андрије Вагнера, на 139 страница. На претплату за Софијине песме одазвало се чак 408 људи, кад је, како је у то време био обичај, огласила почетком децембра 1868. у новосадској Застави, речима да „…први лет носиће српству моји 100 песама, између којих су неколико с немачког преведене“. Биле су то махом љубавне и родољубиве песме које су међутим добиле лошу критику у Летопису Матице српске од Стеве В. Поповића, због чега можда никада није објавила другу књигу.
Године 1884. неколико њених песама се ипак појавило  у новосадском Јавору .